# Serie A1 2024-2025 (pallanuoto femminile)
La Serie A1 2024-2025 è stata la 41ª edizione della massima serie del campionato italiano femminile di pallanuoto. La regular season è iniziata il 19 ottobre 2024 e si è conclusa il 24 maggio 2025; i play-off scudetto e i playout retrocessione sono iniziati il 30 aprile 2025 e sono terminati con la gara -3 della finale scudetto il 31 maggio 2025.
Le squadre neopromosse sono la Lazio Nuoto e la Vela Nuoto Ancona.

## Formula

### Regular season
La prima fase del torneo, la cosiddetta regular season, consiste di un girone all'italiana che vede le 10 squadre partecipanti al campionato affrontarsi a turno nel girone di andata e in quello di ritorno, per un totale di diciotto partite per squadra. Per ogni partita vengono assegnati 3 punti alla squadra vincente e 0 a quella perdente. In caso di pareggio, ciascuna delle due squadre somma un punto. Alla fine di questa fase, le prime due in classifica fanno accesso alle semifinali playoff scudetto, invece tra la terza e la sesta posizione disputano i quarti di finale playoff scudetto, infine le squadre piazzatesi tra la settima e la decima posizione disputano i play-out salvezza.

### Play-off
La fase dei play-off vede protagoniste le prime sei squadre in classifica al termine della regular season. I play-off si aprono con i quarti di finali, al meglio delle tre gare, in cui si scontrano terza contro sesta e quarta contro quinta. Le date di svolgimento di tali gare sono mercoledì 30 aprile 2025 e mercoledì 7 maggio 2025, con l'eventuale gara-3 programmata per sabato 10 maggio. Partecipano alle Semifinali Play-Off per l’assegnazione dello scudetto le squadre classificate al primo ed al secondo posto e le squadre che hanno vinto i quarti di finale, anche questi al meglio delle tre gare, in cui si scontrano la prima contro la vincente tra la quarta e la quinta, e la seconda contro la vincente tra la terza e la sesta. Le date di svolgimento di tali gare sono mercoledì 14 maggio 2025 e sabato 17 maggio 2025 con l'eventuale gara-3 programmata per sabato 21 maggio 2025. La prima e l'eventuale terza partita si giocano in casa della squadra che ha ottenuto il miglior piazzamento in classifica durante la regular season. Infine le due vincenti si sfidano nella finale scudetto.

#### Finale play-off
La finale vede scontrarsi le due squadre vincitrici delle semifinali. Essa si svolge al meglio delle tre partite su tre, e di conseguenza la prima squadra a sconfiggere due volte l'avversaria si laureerà campione d'Italia. Le gare di finale si disputano sabato 24 maggio e mercoledì 28 maggio, con l'eventuale gara-3 programmata per sabato 31 maggio. La prima e l'eventuale terza partita si giocano in casa della squadra con il miglior piazzamento in classifica durante la regular season.

### Play-out
La fase dei play-out vede in scena le quattro squadre giunte tra la settima e la decima posizione al termine della regular season. I play-out si aprono con le semifinali che vedono opposte, al meglio delle tre gare, settima contro decima e ottava contro nona. La prima e l'eventuale terza partita si giocano in casa della squadra che ha ottenuto il miglior piazzamento in classifica durante la regular season. Al termine delle sfide le due squadre vincenti mantengono il proprio posto in Serie A1 anche per la stagione 2024-2025 e ottengono la qualificazione alla Conference Cup, mentre le due perdenti retrocedono direttamente in Serie A2.

## Squadre partecipanti
| Club              | Città          | Piscina                                 | Stagione 2023-2024                                 |
| ----------------- | -------------- | --------------------------------------- | -------------------------------------------------- |
| Bogliasco         | Bogliasco (GE) | Stadio del Nuoto "Gianni Vassallo"      | 6ª in Serie A1                                     |
| Brizz Acireale    | Acireale (CT)  | Piscina Francesco Scuderi               | 7ª in Serie A1                                     |
| Cosenza           | Cosenza        | Piscina Comunale di Cosenza             | 8ª in Serie A1                                     |
| Orizzonte CT      | Catania        | Piscina di Nesima                       | 1ª in Serie A1; campione d'Italia in carica        |
| Lazio             | Roma           | Centro Sportivo "Le Cupole"             | 3ª nel giorne sud di Serie A2; vincitrice play-off |
| Plebiscito Padova | Padova         | Centro Sportivo del Plebiscito          | 2ª in Serie A1                                     |
| Rapallo           | Rapallo (GE)   | Piscina Olimpionica Comunale di Rapallo | 3ª in Serie A1                                     |
| SIS Roma          | Roma           | Polo acquatico Frecciarossa (Ostia)     | 4ª in Serie A1                                     |
| Trieste           | Trieste        | Polo Natatorio "Bruno Bianchi"          | 5ª in Serie A1                                     |
| Vela Ancona       | Ancona         | Piscina del Passetto                    | 2ª nel girone Sud di Serie A2; vincitrice play-off |

## Allenatori
| Club              | Allenatore          |
| ----------------- | ------------------- |
| Bogliasco         | Mario Sinatra       |
| Brizz Acireale    | Carlo Zilleri       |
| Cosenza           | Francesco Fasanella |
| Orizzonte CT      | Martina Miceli      |
| Lazio             | Iacopo Spagnoli     |
| Plebiscito Padova | Stefano Posterivo   |
| Rapallo           | Luca Antonucci      |
| SIS Roma          | Marco Capanna       |
| Trieste           | Paolo Zizza         |
| Vela Ancona       | Marco Risso         |

## Regular season

### Classifica
|  | Pos. | Squadra           | Pt | G  | V  | N | P  | GF  | GS  | DR   |
|  | ---- | ----------------- | -- | -- | -- | - | -- | --- | --- | ---- |
|  | 1.   | Orizzonte CT      | 46 | 18 | 15 | 1 | 2  | 264 | 110 | +154 |
|  | 2.   | SIS Roma          | 42 | 18 | 14 | 0 | 4  | 262 | 127 | +135 |
|  | 3.   | Rapallo           | 41 | 18 | 13 | 2 | 3  | 253 | 156 | +97  |
|  | 4.   | Plebiscito Padova | 40 | 18 | 13 | 1 | 4  | 211 | 137 | +74  |
|  | 5.   | Trieste           | 33 | 18 | 10 | 3 | 5  | 209 | 154 | +55  |
|  | 6.   | Bogliasco         | 18 | 18 | 5  | 3 | 10 | 145 | 216 | -71  |
|  | 7.   | Cosenza           | 16 | 18 | 5  | 1 | 12 | 143 | 234 | -91  |
|  | 8.   | Brizz Acireale    | 15 | 18 | 5  | 0 | 13 | 146 | 232 | -86  |
|  | 9.   | Lazio             | 10 | 18 | 3  | 1 | 14 | 118 | 222 | -104 |
|  | 10.  | Vela Ancona       | 3  | 18 | 1  | 0 | 17 | 148 | 311 | -163 |

### Calendario e risultati
| 19/23-10-24 | 1ª giornata             | 18/22/29-01-25 |
| 16-9        | Trieste - Brizz Nuoto   | 16-4           |
| 8-14        | Cosenza - SIS Roma      | 3-21           |
| 5-22        | Vela Ancona - Orizzonte | 8-21           |
| 2-7         | Lazio - Bogliasco       | 7-7            |
| 10-9        | Rapallo - Plebiscito    | 8-11           |

| 06/09-11-24 | 4ª giornata               | 12/15-02-25 |
| 5-23        | Bogliasco - SIS Roma      | 7-17        |
| 14-7        | Orizzonte - Plebiscito    | 10-6        |
| 15-4        | Cosenza - Lazio           | 9-11        |
| 13-17       | Vela Ancona - Brizz Nuoto | 7-21        |
| 12-13       | Rapallo - Trieste         | 8-8         |

| 27/30-11-24 | 7ª giornata              | 15/19-03-25 |
| 12-9        | Orizzonte - Trieste      | 12-9        |
| 9-10        | Bogliasco - Cosenza      | 9-9         |
| 9-27        | Vela Ancona - Rapallo    | 11-25       |
| 14-3        | Plebiscito - Brizz Nuoto | 19-5        |
| 9-16        | Lazio - SIS Roma         | 4-15        |

| 23/31-10-24 | 2ª giornata            | 01-02-25 |
| 17-4        | SIS Roma - Brizz Nuoto | 11-5     |
| 13-1        | Orizzonte - Cosenza    | 22-4     |
| 7-8         | Vela Ancona - Lazio    | 11-15    |
| 6-6         | Plebiscito - Trieste   | 11-7     |
| 10-18       | Bogliasco - Rapallo    | 6-17     |

| 16-11/14-12-24 | 5ª giornata              | 26-02/01/05-03-25 |
| 16-5           | Orizzonte - Bogliasco    | 17-5              |
| 9-10           | Brizz Nuoto - Cosenza    | 12-9              |
| 16-6           | Plebiscito - Vela Ancona | 17-6              |
| 12-10          | SIS Roma - Rapallo       | 9-10              |
| 7-16           | Lazio - Trieste          | 6-11              |

| 07-12-24 | 8ª giornata             | 29-03/02-04-25 |
| 8-9      | Brizz Nuoto - Bogliasco | 6-9            |
| 7-12     | Cosenza - Rapallo       | 6-20           |
| 13-6     | Trieste - Vela Ancona   | 17-9           |
| 15-7     | Plebiscito - Lazio      | 13-2           |
| 12-11    | SIS Roma - Orizzonte    | 7-10           |

| 02-11-24 | 3ª giornata             | 08-02-25 |
| 13-12    | Cosenza - Vela Ancona   | 9-11     |
| 1-17     | Brizz Nuoto - Orizzonte | 0-19     |
| 15-8     | Trieste - Bogliasco     | 8-8      |
| 15-6     | SIS Roma - Plebiscito   | 8-9      |
| 2-11     | Lazio - Rapallo         | 7-15     |

| 19/20/23/27-11-24 | 6ª giornata             | 08-03-25 |
| 11-9              | Rapallo - Orizzonte     | 9-9      |
| 10-8              | Trieste - SIS Roma      | 5-12     |
| 11-14             | Vela Ancona - Bogliasco | 5-11     |
| 15-8              | Brizz Nuoto - Lazio     | 9-8      |
| 8-9               | Cosenza - Plebiscito    | 6-16     |

| 17/21-12-24 | 9ª giornata            | 12-04-25 |
| 18-7        | Rapallo - Brizz Nuoto  | 12-11    |
| 12-9        | Cosenza - Trieste      | 4-21     |
| 5-13        | Bogliasco - Plebiscito | 11-14    |
| 6-20        | Vela Ancona - SIS Roma | 5-25     |
| 7-15        | Lazio - Orizzonte      | 4-15     |

## Play-off

### Quarti di finale
| Arbitri: | Nicolosi Schiavo |

|                                                       |           |                                            |
| Schaap, Pedley, Al Masri, Meggiato, Sgrò, Bozzolan: 1 | Marcatori | 3: Gragnolati, Vukovic 1: Cergol, Matafora |

| Arbitri: | Ricciotti Severo |

|                                                                                 |           |                                                                  |
| Cergol: 3 Cordovani, Gant: 2 Citino, De March, Gragnolati, Vukovic, Koptseva: 1 | Marcatori | 3: Meggiato 2: Millo 1: Bacelle, Schaap, Perkins. Sgrò, Bozzolan |

| Arbitri: | Ferrari Piano |

|                                                                                       |           |                                                               |
| Cabona, Bianconi: 4 Zanetta, Mitchell: 3 Di Maria, L. Bianco: 2 Marcialis, Galardi: 1 | Marcatori | 2: E. Bianco, Spampinato 1: Millo, Rosta, Van Dyke, Paganello |

| Arbitri: | Brasiliano Cavallini |

|                                                         |           |                                                                                                 |
| Bozzo, Paganello: 2 Spampinato, Rogondino, Paganuzzi: 1 | Marcatori | 5: Bianconi 4: Zanetta 3: Mitchell, Bianco 2: Galardi 1: Di Maria, Marcialis, Kudella, Ballesty |

### Semifinali
| Arbitri: | Petronilli Paoletti |

|                                                      |           |                                                                |
| Tabani: 4 Bettini: 3 Gagliardi: 2 Halligan, Leone: 1 | Marcatori | 2: Klatowski 1: Cordovani, Gant, Gragnolati, Vukovic, Matafora |

| Arbitri: | Pinato Piano |

|                                                                   |           |                                                                    |
| Citino, Cordovani, Gant, Cergol, Klatowski, Colletta, Koptseva: 1 | Marcatori | 3: Halligan, Andrews 1: Viacava, Bettini, Tabani, Gagliardi, Jutte |

| Arbitri: | Calabrò Grillo |

|                                                                      |           |                                                                         |
| Ranalli: 5 Di Claudio: 3 Chiappini, Centanni: 2 Cocchiere, Carosi: 1 | Marcatori | 3: Bianconi 2: Zanetta, Galardi 1: Marcialis, Cabona, Kudella, Ballesty |

| Arbitri: | Carmignani Nicolosi |

|                                                                                 |           |                                                                 |
| Bianco: 3 Galardi, Cabona, Kudella: 2 Zanetta, Di Maria, Marcialis, Bianconi: 1 | Marcatori | 4: Zaplatina 3: Centanni 2: Ranalli, Chiappini, Papi 1: Picozzi |

### Finali

#### Finale scudetto
| Arbitri: | Pinato Ferrari |

|                                                                        |           |                                               |
| Halligan: 4 Andrews: 3 Leone: 2 Di Mario, Bettini, Gagliardi, Longo: 1 | Marcatori | 3: Cocchiere 1: Zaplatina, Chiappini, Picozzi |

| Arbitri: | D. Bianco Guarracino |

|                                                                |           |                                         |
| Chiappini: 3 Zaplatina, Picozzi: 2 Gual Rovirosa, Cocchiere: 1 | Marcatori | 2: Bettini, Andrews, Leone 1: Gagliardi |

| Arbitri: | Ferrari Calabrò |

|                                             |           |                                    |
| Andrews: 3 Bettini: 2 Viacava, Gagliardi: 1 | Marcatori | 3: Ranalli 1: Chiappini, Cocchiere |

#### Finale per il 3º posto
| Arbitri: | Braghini Ricciotti |

|                                                                          |           |                                                      |
| Cabona, Kudella: 3 Mitchell, Galardi: 2 Marcialis, Bianconi, Ballesty: 1 | Marcatori | 3: Gant 1: Citino, De March, Cergol, Colletta, Zizza |

| Arbitri: | Petronilli Grillo |

|                                               |           |                                                      |
| Cergol: 4 Klatowski: 2 De March, Cordovani: 1 | Marcatori | 5: Bianconi 2: Galardi, Cabona 1: Di Maria, Mitchell |

## Play-out

### Finali
| Arbitri: | Guarracino Alfi |

|                                                          |           |                                             |
| Bianchi, Meijer: 3 Pastanella: 2 Sapienza, Spampinato: 1 | Marcatori | 1: Ioannou, Savioli, Tori, Mataafa, Rovetta |

| Arbitri: | Petraglia Gomez |

|                                           |           |                                          |
| Rovetta: 4 Boldrini: 2 Rugora, Mataafa: 1 | Marcatori | 4: Meier 3: Bianchi 1: Sapienza, Sbruzzi |

| Arbitri: | Paoletti Iacovelli |

|                                                   |           |                                               |
| Morrone: 5 Ciudad Herrera: 3 Malluzzo, Santoro: 1 | Marcatori | 3: Monterubbianesi 2: Bersacchia 1: Marchetti |

| Arbitri: | Ricciotti Giacchini |

|                                           |                      |                                        |
| Altamura: 3 Monterubbianesi, Marchetti: 1 | Marcatori            | 3: Ciudad Herrera 2: Morrone           |
| Altamura Quattrini Marchetti Bartocci     | Tiri di rigore 1 – 3 | Morrone Misiti Ciudad Herrera Mandelli |

## Verdetti
- Orizzonte CT: campione d'Italia.
- Lazio e  Vela Ancona retrocesse in Serie A2.